# فراتر از ابدیت
«فراتر از ابدیت» (به انگلیسی: Far Longer than Forever) تنها تک‌آهنگ شاهدخت قو (۱۹۹۴) است که توسط لکس دو آزودو و دیوید زیپل نوشته شده، توسط لکس دو آزودو ساخته شده و توسط رجینا بل و جفری آزبرن اجرا شده‌است.
در سال ۱۹۹۵، نامزد دریافت جایزهٔ گلدن گلوب برای بهترین ترانهٔ غیراقتباسی شد، اما به «می‌توانی امشب عشق را حس کنی» اثر التون جان و تیم رایس از شیرشاه (۱۹۹۴) شکست خورد.

## تولید
ترانهٔ رجینا بل به نام «همیشگی» روی پشت صفحه برای این ترانه استفاده شد.

## کارکنان
- رجینا بل - آواز
- جفری آزبرن - آواز
- روبی بیوکانن - تهیه‌کننده، تنظیم‌کننده، کیبورد، سینث، بیس، برنامه‌نویسی درام
- مایکل تامپسون - گیتار

## بازخورد انتقادی
یکی از نویسندگان نیویورک تایمز نوشت: «ملودیِ 'فراتر از ابدیت' … بازتابِ پنج نت نخست از 'دیو و دلبر' است.» راهنمای فیلم پویانمایی گفت که این ترانه، ریشه‌ای اعتقادی دارد. این تک‌آهنگ تجاری به صورت مشترک توسط سونی واندر و سونی ۵۵۰ موزیک منتشر شد. موزیک‌هاند ساندترکس: راهنمای ضروری آلبوم موسیقی برای فیلم، تلویزیون و صحنه، «بالاد بزرگ ظاهراً اجباری» را به دلیل «ایجاد یک نت هنری کاملاً متفاوت» در ارتباط با چشم‌انداز موسیقیایی فیلم، «به شدت آزاردهنده» نامید. راهنمای سالانه فیلم سینمایی ۱۹۹۵: فیلم‌های ۱۹۹۴ گفت که این ترانه شایستهٔ دریافت گلدن گلوب است. استار-نیوز این ترانه را «پافشاری‌کننده» دانست و نوشت که شنوندگان ممکن است از آواز «به سرعت سیر شوند».

## زمینه
این ترانه در فیلم به عنوان ترانه‌ای عاشقانه خوانده می‌شود و دوباره در تیتراژ پایانی به عنوان یک بالاد ریتم اند بلوز توسط رجینا بل و جفری آزبرن اجرا می‌شود. در فیلم پویانمایی سال ۱۹۹۴، این ترانه توسط لیز کالاوی، به عنوان صدای آواز شاهدخت اودت و هاوارد مک‌گلین، به عنوان صداپیشهٔ شاهزاده درک، اجرا شد. در تیتراژ پایانی، بازخوانی محبوب این ترانه توسط هنرمندان سرشناس موسیقی ریتم اند بلوز، رجینا بل و جفری آزبرن اجرا شد. میشل نیکاسترو و کنت کوپ تکراری از این ترانه را در دنبالهٔ ویدئویی شاهدخت قو: فرار از قلعهٔ کوهستانی (۱۹۹۷) می‌خوانند.
متن ترانه دربارهٔ پیوند دو عاشق است که اگرچه از هم دور هستند اما امیدوارند که عشق آن‌ها سرانجام دوباره به هم نزدیک‌شان می‌کند. در نسخهٔ سینمایی، شاهدخت اودت و شاهزاده درک با وجود این‌که فاصله و شرایط آن‌ها را از هم جدا می‌کند، با هم پیمان عشق می‌بندند. در همین حال، آن‌ها واقعاً معتقدند که عشق آن‌ها می‌تواند بر هر مانعی چیره شود.